# Bodo Hechelhammer
Bodo V. Hechelhammer (* 25. Januar 1968 in Darmstadt) ist ein deutscher Historiker und Autor mit den Schwerpunkten Kreuzzugsgeschichte und Geschichte der Nachrichtendienste. Er ist langjähriger Mitarbeiter des Bundesnachrichtendienstes (BND), leitete von 2010 bis 2021 dessen „Historisches Büro“ und gab die Mitteilungen der Forschungs- und Arbeitsgruppe „Geschichte des BND“ heraus.

## Leben
Hechelhammer besuchte das Gymnasium Georg-Büchner-Schule in Darmstadt und machte 1987 sein Abitur. Er studierte zunächst Bauingenieurwesen und danach Geographie, Mittelalterliche und Neue Geschichte sowie Kunstgeschichte an der TU Darmstadt, wo er 1997 seinen Magisterabschluss machte. Im Anschluss daran war er Stipendiat des DFG-Graduiertenkollegs "Mittelalterliche und neuzeitliche Staatlichkeit" an der Justus-Liebig-Universität in Gießen. Zwischenzeitlich war er ebenso Stipendiat des Italienisch-deutschen historischen Instituts in Trient. 2000 promovierte er über den Kreuzzug Friedrichs II. an der Justus-Liebig-Universität Gießen bzw. Darmstadt und war dort bis 2002 Wissenschaftlicher Mitarbeiter am Institut für Geschichte über das Königtum Adolfs von Nassau. Er nahm verschiedene Lehraufträge in Darmstadt wahr ebenso wie an der Leopold-Franzens-Universität in Innsbruck.
Seit 2002 ist Hechelhammer Mitarbeiter des Bundesnachrichtendienstes und arbeitete in verschiedenen nachrichtendienstlichen Verwendungen. Kurzzeitig war er ins Bundeskanzleramt abgeordnet. Ab 2010 leitete er die interne Forschungsgruppe zur Geschichte des BND, von 2016 bis 2021 das Historische Büro der Behörde und übte hierbei die Position des Chefhistorikers aus. Er war verantwortlich als Herausgeber für die Mitteilungen der Forschungs- und Arbeitsgruppe „Geschichte des BND“.
Seit 2025 ist Hechelhammer außerordentlicher Professor für Geschichte an der geisteswissenschaftlichen Fakultät der Syddansk Universitet in Odense in Dänemark.
Als BND-Chefhistoriker nahm er wiederholt in der Öffentlichkeit Stellung zur BND-Geschichte. 2011 bestätigte Hechelhammer im Auftrag des BND erstmals, dass der NS-Kriegsverbrecher Walther Rauff von 1958 bis 1962 eine nachrichtendienstliche Verbindung des BND war und veröffentlichte dazu BND-Dokumente.
2011 bedauerte er öffentlich, dass der BND Akten zum SS-Verbrecher Alois Brunner hatte vernichten lassen.
Ende 2011 deckte die vom BND eingesetzte „Unabhängige Historikerkommission zur Erforschung der Geschichte des Bundesnachrichtendienstes 1945–1968“ die Vernichtung von Personalakten von ehemaligen SS-Mitgliedern wenige Jahre zuvor im BND auf. Dazu nahm Hechelhammer in einer Veröffentlichung Stellung und relativierte die Behauptung der vorsätzlich politisch motivierten Vernichtung.
Im Herbst 2012 erregte die von ihm herausgegebene Zeitschrift zur Kuba-Krise von 1962 international Aufsehen, als bekannt wurde, dass auch Fidel Castro versucht hatte, ehemalige SS-Angehörige für den Kampf gegen die USA anzuwerben: „Offenkundig zeigte die kubanische Revolutionsarmee wenig Berührungsängste vor Personal mit NS-Vergangenheit, wenn es der eigenen Sache diente“.
Auf einer wissenschaftlichen Tagung der Unabhängige Historikerkommission zur Erforschung der Geschichte des Bundesnachrichtendienstes 1945–1968 im Dezember 2013 präsentierte er erstmals der Öffentlichkeit Informationen über die sogenannte „Sonderkartei“ des ersten BND-Präsidenten Reinhard Gehlen.
Ende 2013 bestätigte Hechelhammer für den BND erstmals gegenüber dem deutschen Fernsehen (Frontal21), dass der BND für die Bundesrepublik Aufgaben der sogenannten Stay-behind-Organisation bis Anfang der 1990er Jahre organisierte. „In Absprache mit den assoziierten Partner geschah das bis zum dritten Quartal 1991. Die Kontakte zu den nachrichtendienstlichen Verbindungen wurden eingestellt.“
Im Frühjahr 2014 publizierte er Dokumente, die zeigten, dass der BND 1966 versuchte, auf die Produktion des internationalen Spionagefilms „Mister Dynamit – Morgen küßt Euch der Tod“, mit Lex Barker als BND-Agent, Einfluss zu nehmen. In Folge dieser Forschungsergebnisse erschien der Film Weihnachten 2014 als DVD.
Ende 2014 erschien im Ch. Links Verlag die von Hechelhammer verfasste umfassende Geschichte der BND-Liegenschaft in Pullach, der ehemaligen NSDAP-Siedlung (sogenannte Bormann-Siedlung). Darin wurden erstmals die Unterlagen aus dem BND-Archiv verwendet.
Als Autor arbeitet er vor allem zu Nachrichtendiensten in der Geschichte, im Film und in der Literatur. Regelmäßig schreibt Hechelhammer für das online Kulturmagazin "CulturMag" im Bereich CrimeMag und für SigiGötz-Entertainment.

## Schriften (Auswahl)
- Kreuzzug und Herrschaft unter Friedrich II.: Handlungsspielräume von Kreuzzugspolitik (1215–1230). Thorbecke, Ostfildern 2004, ISBN 3-7995-4264-7.
- als Herausgeber der Mitteilungen der Forschungs- und Arbeitsgruppe „Geschichte des BND“:
  - Nr. 1 Berlin-Krise 1958 und Schließung der Sektorengrenzen in Berlin am 13. August 1961 in den Akten des Bundesnachrichtendienstes, Berlin 2011, ISBN 978-3-943549-00-3, online
  - Nr. 2 Walther Rauff und der Bundesnachrichtendienst, Berlin 2011, ISBN 978-3-943549-01-0, online
  - Sonderausgabe Kassationen von Personalakten im Bestand des BND-Archivs, Berlin 2011, ISBN 978-3-943549-02-7, online
  - Nr. 3 Der Bundesnachrichtendienst und die Kubakrise. Dokumente aus den Akten des BND, Berlin 2012, 2. aktualisierte Auflage Berlin 2015, ISBN 978-3-943549-11-9, online
  - Nr. 4 Nachrichtendienstliche Begriffsbestimmungen der „Organisation Gehlen“ und des frühen Bundesnachrichtendienstes, Berlin 2012, ISBN 978-3-943549-03-4, online
  - Nr. 5 Der Bundesnachrichtendienst und seine Sankt-Georgs-Medaille, Berlin 2012, ISBN 978-3-943549-07-2, online
  - Nr. 6 Dokumente der „Organisation Gehlen“ zum Volksaufstand am 17. Juni 1953, Berlin 2013, ISBN 978-3-943549-08-9, online
  - Nr. 7 „Jedenfalls kommt der BND ganz groß raus…“. Der Bundesnachrichtendienst und das Filmprojekt Mr. Dynamit, Berlin 2014, ISBN 978-3-943549-07-2, online
  - Nr. 8 25 Jahre Mauerfall. Dokumente aus den Akten des BND, Berlin 2014, ISBN 978-3-943549-10-2, online
  - Nr. 9 Der Bundesnachrichtendienst und der "Prager Frühling" 1968. Spolková zpravodajská služba a pražské jaro 1968, Berlin 2016, ISBN 978-3-943549-12-6, online
- Mit Susanne Meinl: Pullach, Heilmannstraße. Von der Reichssiedlung Rudolf Heß zur Zentrale des Bundesnachrichtendienstes – Geschichte eines geheimnisvollen Ortes. Pullach 2014, ISBN 978-3-00-048351-6.
- Doppelagent Heinz Felfe entdeckt Amerika. Der BND, die CIA und eine geheime Reise im Jahr 1956, Paderborn 2017, ISBN 978-3-506-78694-4.
- Spion ohne Grenzen. Heinz Felfe  Agent in sieben Geheimdiensten, Piper, München 2019, ISBN 978-3-492-05793-6.
- Fürst der Füchse. Das Leben des Rolf Kauka, Langen Müller, München 2022, ISBN 978-3-7844-3625-8.